# Ландберг, Карло
Карло Ландберг (швед. Carlo Landberg; 24 марта 1848, Гётеборг, Швеция — 21 июля 1924, Берн, Швейцария) — шведский востоковед арабист, граф.
Генеральный консул Швеции и Норвегии в Египте.

## Авторство
- «Raconti arabi» (Флоренция, 1874);
- «Proverbes et dictions du peuple arabe» (Лейден, 1883);
- «Critica arabica» (Лейден, 1886—1888);
- «La langue des Bédouins» (Лейден, 1894);
- «Primeurs arabes» (1886—1890);
- «Imâd al-dîns. Geschichte der Eroberung Syriens und Palästinas durch Saladin» (1888);
- «Bâsim le forgeron et Hârûn er-Râschîd» (1888).